# Harald Holberg
Harald Holberg (* 28. April 1919 in Berlin; † Dezember 1998 in Deutschland) war ein deutscher Schauspieler bei Theater und Film.

## Leben und Wirken
Der Sohn eines Ingenieurs besuchte das Gymnasium und studierte nach seinem Abitur an der Universität Mathematik und Maschinenbau. Nebenbei nahm Holberg Violinunterricht und erhielt eine Gesangs-, Schauspiel- und Tanzausbildung. Nach kurzem Wehrdienst gab Harald Holberg seinen Einstand als Schauspieler 1941 am Deutschen Theater in Berlin. Schließlich gelang ihm der Sprung zum Film, der ihn bis Kriegsende 1945 beschäftigte und ihm eine erneute Einberufung ersparte. 
Bald nach Kriegsende 1945 kehrte Holberg zum Theater zurück und wirkte an Berliner Bühnen wie Die Tribüne und das Hebbeltheater. 1950 übersiedelte Holberg nach Hamburg und nahm ein Engagement von den dortigen Kammerspielen an. Zu dieser Zeit trat er nun auch wieder häufiger vor die Kamera. Dort verkörperte Holberg junge Männer aller Arten, ohne dass er mit einer bestimmten Rolle sonderlich aufgefallen wäre.

## Filmografie
- 1944: Junge Herzen
- 1944: Seinerzeit zu meiner Zeit
- 1945: Leb’ wohl, Christina
- 1945: Das Leben geht weiter
- 1948: Die Söhne des Herrn Gaspary
- 1950: Des Lebens Überfluß
- 1950: Die fidele Tankstelle
- 1951: Das späte Mädchen
- 1951: Drei Kavaliere
- 1951: Das Geheimnis einer Ehe
- 1952: Hinter Klostermauern
- 1952: Die große Versuchung
- 1954: Rittmeister Wronski
- 1955: Die Toteninsel
- 1959: Geheimaktion Schwarze Kapelle
- 1960: Schachnovelle
- 1961: Das Leben beginnt um acht